# Sculptiferussacia clausiliaeformis
Sculptiferussacia clausiliaeformis es una especie de molusco gasterópodo de la familia Ferussaciidae en el orden de los Stylommatophora.

## Distribución geográfica
Especie endémica de la península de Jandía, (sur de Fuerteventura), Canarias.